# Saint-Genis-Pouilly
Saint-Genis-Pouilly è un comune francese di 8 797 abitanti situato nel dipartimento dell'Ain della regione dell'Alvernia-Rodano-Alpi.

## Società

### Evoluzione demografica
Abitanti censiti